# Grenzfriedensbund
Der Grenzfriedensbund e.V. (GFB) ist ein kulturell-politischer Verein im Landesteil Schleswig, der sich von deutscher Seite aus für Verständigung und Zusammenarbeit über die deutsch-dänische Grenze hinweg einsetzt. Zudem betreibt der Verein Sozialarbeit vor allem für Kinder und Jugendliche. Sitz des 1950 in Husum gegründeten Vereins ist Flensburg.

## Geschichte
Gegründet wurde der Grenzfriedensbund am 11. März 1950 als Bund für deutsche Friedensarbeit. Hintergrund war der nach dem Ende des Zweiten Weltkriegs erneut aufgeflammte Grenzkampf zwischen Deutschen und Dänen. Zwar hatte die schleswig-holsteinische Landesregierung unter Ministerpräsident Bruno Diekmann mit der Kieler Erklärung von 1949 den nationalen Minderheiten umfangreiche Rechte zugesichert. Der Inhalt der Kieler Erklärung wurde trotzdem vor allem von bürgerlichen deutschen Kreisen bekämpft, die weiterhin auf eine Konfrontation mit der dänischen Bewegung setzten. Diekmanns Nachfolger Walter Bartram und dann Friedrich Wilhelm Lübke verschärften als konservative Ministerpräsidenten den Konfrontationskurs gegenüber der dänischen Seite wieder (Politik der kleinen Nadelstiche).
Auch der neu gegründete Grenzfriedensbund wurde von der Landesregierung – neben den bereits bestehenden deutschen Grenzverbänden (Deutscher Grenzverein, Schleswig-Holsteinischer Heimatbund, Arbeitsgemeinschaft Deutsches Schleswig) und der konservativen deutschen Grenzlandpresse (Flensburger Tageblatt) – zunächst äußerst argwöhnisch betrachtet. Man befürchtete eine Zersplitterung der Kräfte der deutschen Grenzarbeit und stand der versöhnlichen Position des neuen Vereins ablehnend gegenüber. Zudem sah die Arbeitsgemeinschaft Deutsches Schleswig im GFB einen direkten Konkurrenten, da beide Vereine sozialpolitische Themen bearbeiteten. Das Plädoyer des GFB, dass ein Miteinander von Deutschen und Dänen möglich sei, weckte ständig die alten Ressentiments. Hinzu kam, dass der Verein überwiegend von Sozialdemokraten getragen wurde und damit auch parteipolitisch bei den anderen Vereinen Misstrauen erzeugte – zumal ein Teil der SPD im Landesteil seinerzeit als Sozialdemokratische Partei Flensburg mit den dänischen Organisationen paktierte.
Dennoch gelang es dem Verein 1952/53, sich mit den anderen deutschen Verbänden zu verständigen. Der Bekanntheitsgrad des GFB stieg erheblich, als er die bis dahin unregelmäßig erscheinenden Grenzfriedensbriefe durch die vierteljährlich verausgabten Grenzfriedenshefte ersetzte. Diese waren die erste deutsche Publikation im Grenzland, in der auch dänische Stimmen zu Wort kamen. Die Zeitschrift sollte nach den Worten von Jens Nydahl, damals Grenzlandbeauftragter der schleswig-holsteinischen Landesregierung sowie Gründungsmitglied und Vorsitzender des GFB, „den Blick für die fruchtbaren Zusammenhänge zwischen den beiden Völkern an dieser Grenze öffnen“. Als sich ab 1955 die Lage zwischen Deutsch und Dänisch nach den Bonn-Kopenhagener Erklärungen deutlich entspannte, wurde auch die Position des Grenzfriedensbundes gestärkt.
Zu den Schwerpunkten der Sozialarbeit zählte und zählt bis heute vor allem die Jugendarbeit und die Unterstützung einkommensschwacher Familien. Unter anderem bezahlt der GFB für die Teilnahme von Kindern aus einkommensschwachen Familien an Schulfahrten. Durch die enge Verzahnung mit der Arbeit von Schulen wurden zahlreichen Lehrinstitutionen Mitglied im GFB.
In der Öffentlichkeit wurde und wird der GFB vor allem durch die Grenzfriedenshefte wahrgenommen. Immer wieder brachte die Zeitschrift kritische Auseinandersetzungen mit strittigen und Tabuthemen im Grenzland auf den Weg (darunter auch sehr früh der Umgang mit der lange verdrängten Geschichte des Nationalsozialismus in Schleswig-Holstein) und bahnte somit den Weg zu wichtigen Erneuerungen. Damit trugen die Grenzfriedenshefte erheblich zur Verbesserung der deutsch-dänischen Verständigung und dem Abbau von gegenseitigen Vorurteilen bei.
Trotz der geschätzten geleisteten Arbeit entzog die schleswig-holsteinische Landesregierung dem Grenzfriedensbund für 2008 die finanzielle Förderung und damit die ökonomische Grundlage, weshalb der Verein eine Fusion mit der inzwischen vor allem als Träger von Kindergärten und Landschulheimen profilierten und vom früheren Grenzkampf seit Jahrzehnten abgekehrten ADS eingeht.

## Vorsitzende
- 1951:  Detlef Hansen
- 1951: Bruno Diekmann
- 1951–1961: Jens Nydahl
- 1961–1977: Hans Peter Johannsen
- 1977–1997: Artur Thomsen
- 1997–2006: Lothar Hay
- 2007–2008: Hans Dethleffsen
- seit 2008: Lothar Hay.